# Zach Hankins
Zach Hankins (Charlevoix, 27 luglio 1996) è un cestista statunitense.

## Palmarès

### Squadra
- Campionato ceco: 1

ČEZ Nymburk: 2019-2020
- Campionato rumeno: 1

U Cluj: 2024-2025
- Coppa della Repubblica Ceca: 1

ČEZ Nymburk: 2020
- Coppa di Israele: 2

Hapoel Gerusalemme: 2023, 2024
- Coppa di Lega israeliana: 1

Hapoel Gerusalemme: 2023

### Individuale
- Basketball Champions League Star Lineup: 1

Hapoel Gerusalemme: 2022-2023
- Ligat ha'Al MVP: 1

Hapoel Gerusalemme: 2022-2023